# Борисов, Игорь Рудольфович
И́горь Рудо́льфович Бори́сов (род. 24 января 1966, Ленинград) — российский музыкант, диджей, промоутер и радиоведущий.
В 1980-е — гитарист групп «Кино», «Поп-механика», «Цивилизация Z», «Нате!».

## Биография
Родился 24 января 1966 года в Ленинграде. С 1973 по 1983 учился в немецкой школе в городе Дрезден. По окончании учёбы в 1983 году вернулся в Ленинград и поступил на педиатрический факультет ЛПМИ.
В 1986 году вошёл в первоначальный состав группы Святослава Задерия «Нате!», вместе с двумя участниками экспериментального студийного трио «Цивилизация Z» (проект работал над электронной музыкой. С «Нате!» выступал до 1988 года.
В 1987 году начал концертную деятельность в качестве гитариста в оркестре «Поп-механика» Сергея Курёхина.
Знакомство с участниками группы «Кино» Юрием Каспаряном, а позже и с Виктором Цоем, произошло в мастерской-мансарде художника и фотографа Андрея Медведева на Загородном проспекте. Спустя некоторое время Цой пригласил Борисова в концертный состав «Кино», с которым гастролировал в 1987—1988 годах.
В конце 1988 года недолгое время играл в постпанк-группе «Дурное влияние». Сыграл на записи песни «Сейчас» в Доме радио, но вскоре после этого перешёл в «Замок ЗО», где также пробыл недолго.
В мае-июне 1990 года принял участие в записи пяти композиций для альбома «Игра слов» группы Сергея Наветного «Стиль & Стюарты Копленды». Альбом был записан в Иваново, а окончательно доработан в квартире, которую делил Наветный с Борисовым, на Фонтанке, 145.
С начала 1990-х занялся танцевальной музыкой в уже легендарном андеграунд клубе-сквоте «Фонтанка 145» (Танцпол) и в техно-клубе «Тоннель». Являлся одним из организаторов первых масштабных рейв-вечеринок в Москве «Гагарин Пати» (1991), «Мобиле» (1992) и множества других.
До 1998 года работал на костромском «Радио 71», где совместно с Вадимом Масловым (DJ TEEPADEEPA) вел программу Club71 об актуальных клубных новинках. Далее переехал в Ярославль, где также был радиоведущим, но уже на радио «Европа плюс». Вел авторские программы «Грибная поляна», «Вирус» и другие. В Ярославле открыл клуб «dжb».
В 2000-х совместно с Натальей Ивановой создал клубный DJ-проект «Ivanova & Borisov» (Москва — Санкт-Петербург). Музыку звучавшую в диджейских сетах дуэта можно охарактеризовать как intelligent techno с европейских независимых лейблов.